# Chibunga
Chibunga ist eine Ortschaft und eine Parroquia rural („ländliches Kirchspiel“) im Kanton Chone der ecuadorianischen Provinz Manabí. Die Parroquia besitzt eine Fläche von 570,8 km². Die Einwohnerzahl lag im Jahr 2010 bei 6360. Die Parroquia wurde am 4. August 1988 gegründet.

## Lage
Die Parroquia Chibunga liegt in einer Hügellandschaft etwa 35 km von der Pazifikküste entfernt. Der etwa 170 m hoch gelegene Hauptort befindet sich 74 km nordnordöstlich des Kantonshauptortes Chone am Nordufer des Río Mongoya, ein linker Nebenfluss des Río Quinindé. Dieser begrenzt das Verwaltungsgebiet im Süden. Im Osten wird das Gebiet vom Río Quinindé, im Norden von dessen linken Nebenfluss Estero Matamba begrenzt. Die Fernstraße E382 (Pedernales–El Carmen) durchquert das Gebiet in WNW-OSO-Richtung.
Die Parroquia Chibunga grenzt im Osten an die Parroquias Rosa Zárate (Kanton Quinindé, Provinz Esmeraldas), Monterrey (Kanton La Concordia, Provinz Santo Domingo de los Tsáchilas) und San Pedro de Suma (Kanton El Carmen), im Süden an die Parroquias Flavio Alvaro und San Francisco de Novillo (beide im Kanton Flavio Alfaro) sowie Convento, im Westen und im Nordwesten an die Parroquias Diez de Agosto, Atahualpa und Pedernales (alle drei im Kanton Pedernales).